# حديدوان
محمد رؤوف إيقاش (1948 - 1996)، هو ممثل جزائري في مسرح الأطفال.
المعروف باسمه المسرحي حديدوان، من مواليد 31 أغسطس 1948 في مدينة الرباط بالمغرب وتوفي في عام 1996، وقد إنتقل وهو طفل مع العائلة بعد استقلال الجزائر عام 1962 ليستقرو في مدينة وهران. وكان ممثلًا جزائريًا في مسرح الأطفال. وهو معروف بشخصية المهرج «حديدوان»، الذي لعبه بشكل رئيسي في مسرحية الأطفال «الحديقة الساحرة» مع حمزة فغولي الذي لعب دور «ماما مسعودة».